# Nemcia carinata
Nemcia carinata là một loài thực vật có hoa trong họ Đậu. Loài này được Crisp mô tả khoa học đầu tiên.